# Römische Villen, Leiwen

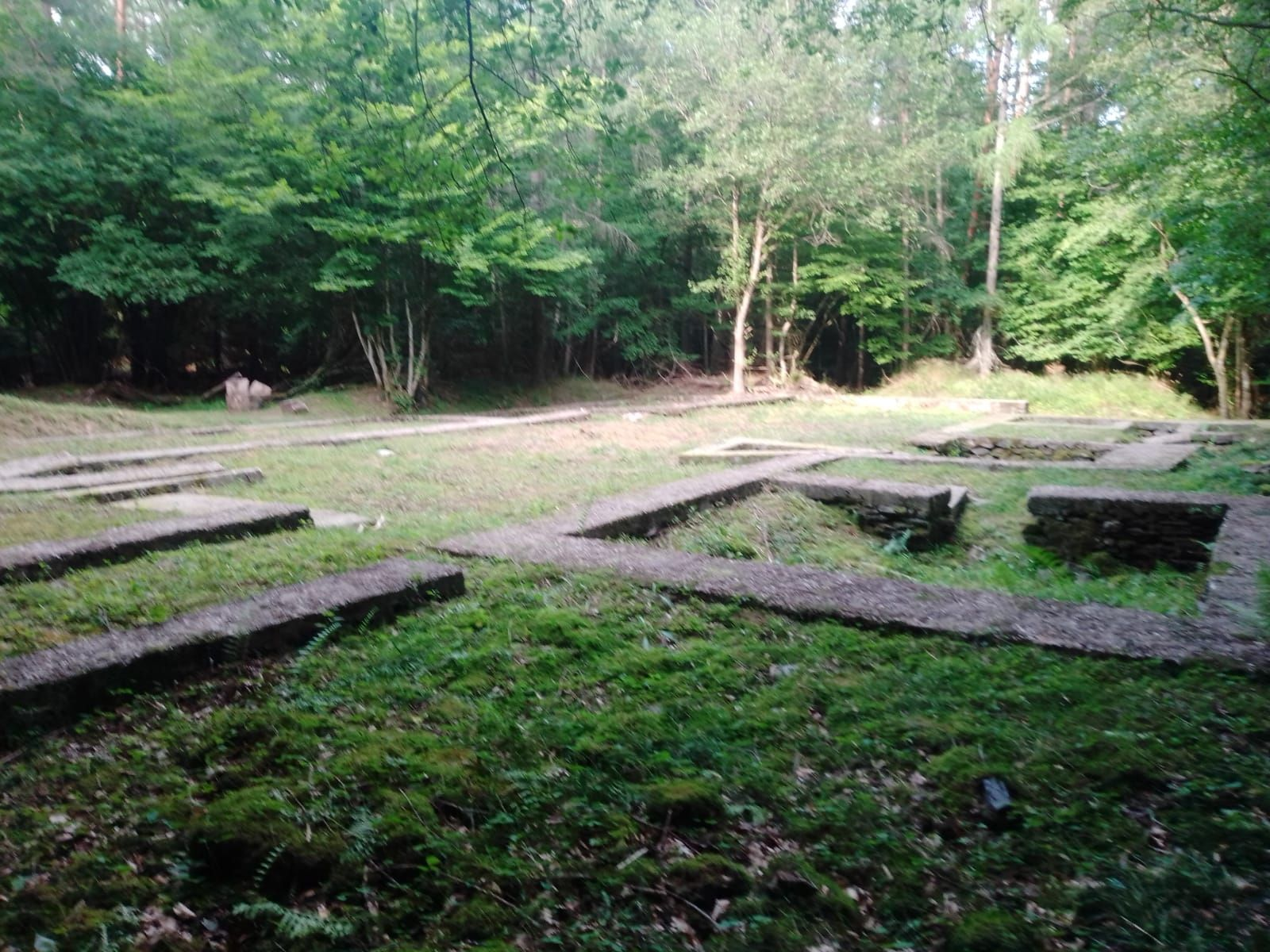
Römervilla Hostert

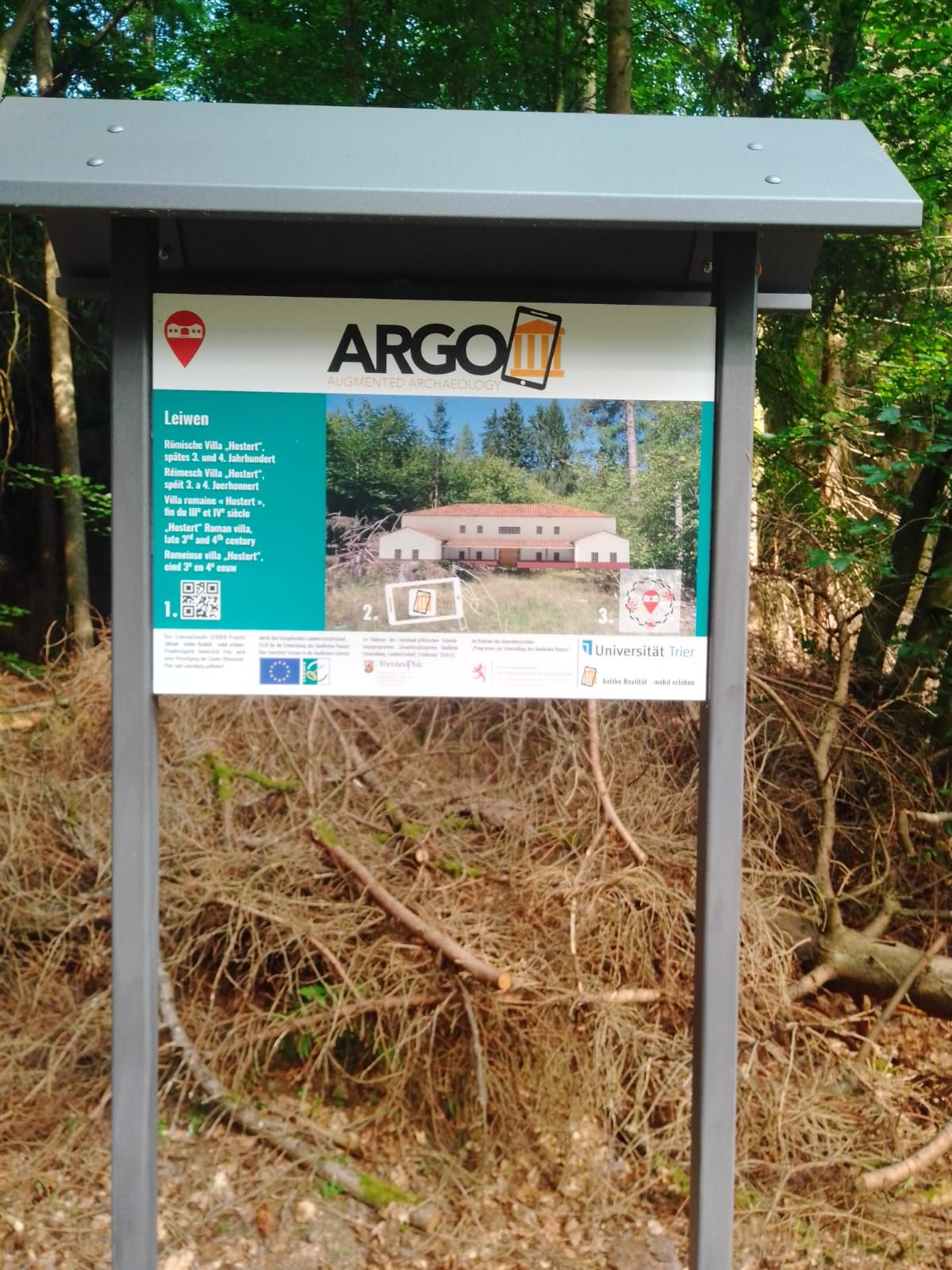
Römervilla Hostert, Argo

Zwei Römische Villen in den Distrikten Bohnengarten und Hostert in Leiwen sind Zeugnisse für die römische Besiedlung im Moselort Leiwen im Landkreis Trier-Saarburg in Rheinland-Pfalz.
Beide Villen wurden in einem Projekt der Universität Trier als Augmented-Reality-Objekte dargestellt.

## Römische Villa Hostert
Die Villa im Leiwener Wald wurde um das Jahr 300 errichtet.
Sie lag etwa drei Kilometer südlich der Mosel auf etwa 390 m über NN und war der Zentralbau einer ausgedehnten Hofanlage.
Die Front des Hauses war nach Süden ausgerichtet.
Fundstellen im Umkreis von 300 m bis zur Quelle des Schantelbaches liegen vor.
Reste der Grundmauern sind noch erhalten.
(Lage Römische Villa Hostert)

## Römische Villa Bohnengarten
Die Villa wurde im 2. Jahrhundert auf den Grundmauern eines älteren Hauses errichtet.
Sie lag südöstlich der heutigen Ortslage von Leiwen auf etwa 180 m über NN.
Die Front mit Eckbauten und Säulengang war nach Norden zur Mosel hin orientiert.
Die Anlage wurde bis zum späten 4. Jh. erweitert.
(Lage Römische Villa Bohnengarten)